# Ferrovias Iugoslavas
Ferrovias Iugoslavas (em croata: Jugoslavenske željeznice; em sérvio: Jugoslovenske železnice, Југословенске железнице; em macedônio/macedónio: Југословенски железници, Jugoslovenski železnici; em esloveno: Jugoslovanske železnice), com a sigla padrão JŽ (ЈЖ em cirílico), foi a companhia ferroviária estatal da Iugoslávia, operacional entre as décadas de 1920 e 1990, com sua encarnação final transferida para a Sérvia. A sucessora da JŽ é a sociedade anônima das Ferrovias Sérvias em 2006.

## História

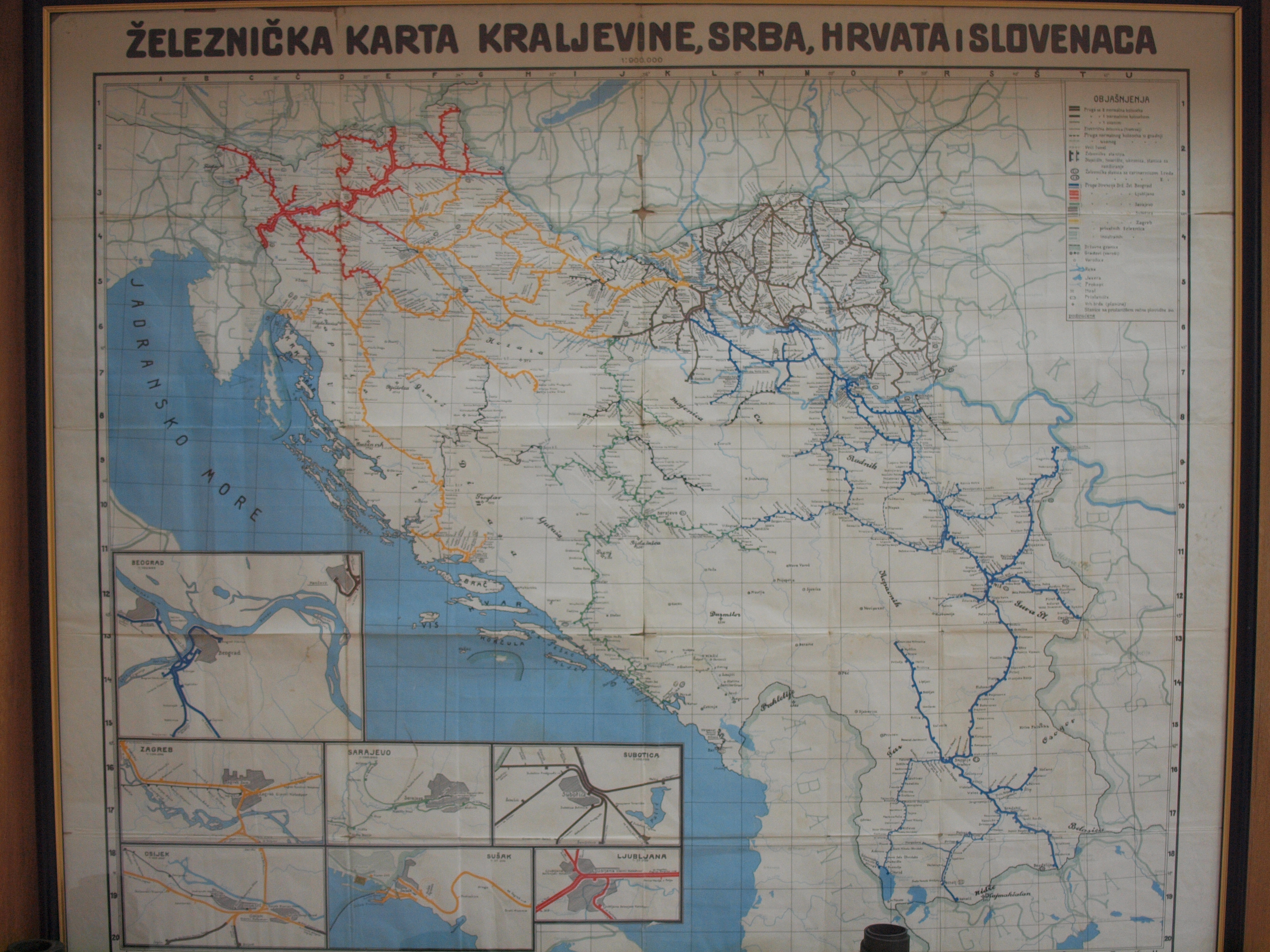
Mapa ferroviário da Iugoslávia do final da década de 1920

A empresa foi fundada inicialmente como Ferrovias Nacionais do Reino dos Sérvios, Croatas e Eslovenos (SCS), incorporando as empresas ferroviárias e ativos já existentes em 1918. Tornou-se membro fundador da União Internacional de Ferrovias em 1922, recebendo o código de país UIC 72. Em 1929, foi renomeada junto com o país para Ferrovias Estatais Iugoslavas (JDŽ). 
À medida que a Iugoslávia passava por ocupação e partição pelas potências do Eixo em 1941, as Ferrovias Estatais Iugoslavas deixaram de existir e seu material rodante foi dividido entre a Deutsche Reichsbahn (DRB), as Ferrovias Estatais Húngaras (MÁV), as Ferrovias Estatais Búlgaras (BDŽ), as Ferrovie dello Stato Italiane (FS) e as duas novas empresas ferroviárias que foram criadas para atender o Estado Independente da Croácia e a Sérvia de Nedić: Ferrovias Estatais Croatas (HDŽ) e Ferrovias Estatais Sérvias (SDŽ), respectivamente. No final da Segunda Guerra Mundial, as ferrovias sofreram considerável destruição e somente com grande esforço foram restabelecidas após a guerra. Muitas locomotivas foram devolvidas, trocadas ou entregues como reparação à Iugoslávia. Com a transferência do território oriental de Trieste para a Iugoslávia, cerca de 100 km de rede ferroviária com corrente unidirecional (3 kV) passaram a fazer parte da JDŽ. Em 1952, foi renomeada para Ferrovias Iugoslavas (JŽ). 
Na década de 1950, começaram as obras de construção do trecho montenegrino da ferrovia Belgrado-Bar. O primeiro trecho de Bar a Podgorica foi concluído em 1959 (tornando-se o primeiro trecho de ferrovia de bitola padrão em Montenegro). Entretanto, devido a preocupações orçamentárias e discussões entre autoridades estaduais e federais, a linha foi paga por Montenegro e Sérvia. A seção montenegrina do projeto ferroviário Belgrado-Bar (de Bar a Vrbnica, na fronteira com a Sérvia) foi concluída em 1976, conectando Bar e Podgorica com o norte de Montenegro, a Sérvia e a rede ferroviária europeia. 
No início dos conflitos de dissolução da Iugoslávia, as administrações ferroviárias das repúblicas separadas começaram a se desintegrar, ou seja, a se separar da União das Ferrovias Iugoslavas (ZJZ). a ŽG Ljubljana e a HŽP Zagreb se separaram primeiro em 8 de outubro de 1991, a ZTP Sarajevo em 31 de maio de 1992, e as Ferrovias da Macedônia se tornaram independentes em 1º de julho de 1993, deixando apenas as ferrovias da Sérvia, Montenegro e Kosovo sob o controle de Belgrado. Durante os bombardeios da OTAN na RF da Iugoslávia, uma parte significativa da ferrovia e das instalações da rede ferroviária sérvia foi destruída ou desativada. Em 2004, as Ferrovias Montenegrinas se retiraram da União das Ferrovias Iugoslavas, o sindicato ferroviário deixou oficialmente de existir com a entrada em vigor da nova lei sobre ferrovias da República da Sérvia, aprovada em 2005. 

## Atualizações
Durante sua existência, a Ferrovias Iugoslavas modernizou diversas linhas antigas e integrou muitas outras.
- Após a Segunda Guerra Mundial, a linha ferroviária Nikšić-Podgorica foi concluída em 1948, com bitola de 760mm. [1]
- Uma linha eletrificada de via única conectando Prešnica a Koper foi construída em 1967. [1]
- Em 1965, o corredor Nikšić-Podgorica foi atualizado para bitola padrão, padronizando assim toda a ligação de Bar a Nikšić via Podgorica. O troço de Nikšić a Bileća foi desativado na altura, assim como a linha Gabela-Zelenika. [4]
- Uma grande rede ferroviária de bitola estreita de 760 mm foi construída no início do século XX, quando o Reino da Dalmácia e a Bósnia e Herzegovina estavam sob controle austríaco.[5] A rota ferroviária para Dubrovnik partia de Sarajevo via Mostar e Čapljina[6] em vez de Split e Zagreb na Croácia. Em 1967, a linha de Sarajevo a Čapljina foi atualizada para bitola padrão e de lá estendida não para Dubrovnik, mas para terminar no porto próximo de Ploče, movimentando carga via Bósnia. A rota de Čapljina a Dubrovnik foi encerrada em 1975 pelo governo iugoslavo, seguindo o conselho de consultores de transportes estrangeiros. Isto apesar do cenário atraente da rota, que foi comparado à rede de bitola estreita da Suíça. As propostas em 1985 para reabrir a rota não tiveram sucesso.[7] Trens diretos conectaram Zagreb a Ploče em treze horas, via Bósnia e Herzegovina.[8][4] Hoje essa conexão está cortada.

## Empresas sucessoras
- Željeznica Crne Gore (ŽCG) - Montenegro
- Hrvatske željeznice (HŽ) - Croácia
- Željeznice Federacije Bosne i Hercegovine (ŽFBiH) - Federação da Bósnia e Herzegovina, Bósnia e Herzegovina
- Željeznice Republike Srpske (ŽRS) - República Sérvia, Bósnia e Herzegovina
- Makedonski Železnici (MŽ) - Macedônia do Norte
- Slovenske železnice (SŽ) - Eslovênia
- Železnice Srbije (ŽS) - Sérvia
- Hekurudhat e Kosovës - Kosovo

## Dia dos Ferroviários Iugoslavos
O Dia dos Ferroviários Iugoslavos, em 15 de abril, foi criado em 1950 para lembrar o trabalho e o sacrifício dos ferroviários de toda a Iugoslávia. Foi fundada no 30º aniversário da greve geral de 1920, que começou na noite de 15/16 de abril e durou o resto do mês. Durante esse período, todo o tráfego ferroviário na Iugoslávia foi suspenso, pois cerca de 50.000 trabalhadores ferroviários de todas as estações ferroviárias, fornalhas e oficinas se rebelaram contra a violenta supressão dos direitos dos trabalhadores devido às difíceis circunstâncias socioeconômicas. O Ministro dos Transportes do Reino dos Sérvios, Croatas e Eslovenos, Anton Korošec, empregou uma repressão violenta aos grevistas e manifestações de apoiadores por meio de meios militares, gendarmaria, polícia e quaisquer outros meios necessários para fazê-los retornar ao trabalho. Uma manifestação pacífica de cerca de 4.000 pessoas em 24 de abril em Zaloška cesta, em Liubliana, que incluía mulheres e crianças, resultou em 14 mortos e até 75 gravemente feridos em um tiroteio aberto. Os trabalhadores das ferrovias iugoslavas celebraram este dia solenemente e laboriosamente, relembrando os muitos eventos do crescimento e amadurecimento do movimento operário e tudo o que levou à histórica greve geral. Foi comemorado anualmente desde sua criação em 1950 até a dissolução da Iugoslávia em 1991. 

## Material circulante
No início, a JŽ usava principalmente locomotivas a vapor de fabricação austríaca e húngara. Locomotivas elétricas e a diesel foram introduzidas em número a partir da década de 1960; locomotivas elétricas foram adquiridas da Ansaldo (Itália); Alsthom, ASEA também forneceu algumas classes, e locomotivas também foram construídas sob licença na Croácia e na Electroputere na Romênia; na década de 1980, a série elétrica CA indígena JŽ 442 foi desenvolvida pela Rade Končar. 
A maioria das locomotivas a diesel da linha principal eram da GM-EMD, com um número substancial de projetos Brissonneau et Lotz (algumas licenças construídas por Đuro Đaković). Os manobradores foram adquiridos da MAVAG, Jenbacher werke e também construídos sob licença pela Đuro Đaković. A ferrovia também operava locomotivas da fábrica de Lyudinov, União Soviética, ex-DB V60 shunters (Alemanha) e Krauss-Maffei ML 2200 C'C' de alta potência. 
Os vagões ferroviários, as EMUs e as DMUs foram adquiridos da Espanha, Itália, Hungria, Alemanha e União Soviética, de vários fabricantes. 

### Sistema de classificação
Um novo sistema de numeração foi testado para as novas locomotivas padrão construídas a partir de 1930. Todas as locomotivas foram renumeradas em 1935, o que era válido para máquinas a vapor.
As locomotivas de bitola bósnia de 760 mm foram classificadas como 70-98 e para a bitola 600 mm  99,2, 99,3 e 99,4.
Um sistema de designação de classe de três mais três dígitos foi usado a partir do final da década de 1950 - o primeiro dígito indicava o tipo de potência do veículo: 0, 1 e 2 eram reservados para tração a vapor, 3 indicava tração de 3 kV CC; 4 tração de 25 kV CA; 5 tração multissistema (não usada até que as Ferrovias Eslovenas, que herdaram o esquema de nomenclatura iugoslavo, introduziram locomotivas elétricas classe 541), 6 diesel elétricas; 7 diesel hidráulicas; 8 transmissão mecânica diesel e 9 um veículo de infraestrutura ou obras. O segundo dígito indicava a bitola do veículo e a disposição dos eixos: 0, um vagão de bitola estreita; 1, um vagão de bitola padrão; os números de 2 a 8 indicavam uma locomotiva com aquele número de eixos motrizes. O terceiro dígito indicava diferentes classes dentro da descrição do tipo. O quarto dígito indicava os subtipos de classe e os dois últimos dígitos o número do veículo (começando em 01). 

### Classes de locomotivas e vagões
| Material circulante das Ferrovias Iugoslavas | Material circulante das Ferrovias Iugoslavas                                              | Material circulante das Ferrovias Iugoslavas | Material circulante das Ferrovias Iugoslavas                   | Material circulante das Ferrovias Iugoslavas                                                       |
| Locomotivas a vapor | Locomotivas elétricas                                                                     | Locomotivas a diesel | Unidades múltiplas elétricas                                   | Unidades múltiplas diesel                                                                          |
| --- | ----------------------------------------------------------------------------------------- | --- | -------------------------------------------------------------- | -------------------------------------------------------------------------------------------------- |
| - JŽ 01 - JŽ 02 - JŽ 03 - JŽ 04 - JŽ 05 - JŽ 06 - JŽ 07 - JŽ 08 - JŽ 09 - JŽ 10 - JŽ 11 - JŽ 16 - JŽ 17 - JŽ 18 - JŽ 20 - JŽ 21 - JŽ 22 - JŽ 23 - JŽ 24 - JŽ 25 - JŽ 26 - JŽ 27 - JŽ 28 - JŽ 29 - JŽ 30 - JŽ 31 - JŽ 32 - JŽ 33 - JŽ 35 - JŽ 36 - JŽ 37 - JŽ 38 - JŽ 50 - JŽ 51 - JŽ 52 - JŽ 53 - JŽ 60 - JŽ 61 - JŽ 62 - JŽ 73 - JŽ 83 - JŽ 85 - JŽ 91 - JŽ 93 - JŽ 99 - JŽ 101 - JŽ 102 - JŽ 103 - JŽ 104 - JŽ 105 - JŽ 106 - JŽ 107 - JŽ 108 - JŽ 109 - JŽ 110 - JŽ 111 - JŽ 112 - JŽ 113 - JŽ 114 - JŽ 115 - JŽ 116 - JŽ 117 - JŽ 118 - JŽ 120 - JŽ 121 - JŽ 122 - JŽ 123 - JŽ 124 - JŽ 125 - JŽ 126 - JŽ 127 - JŽ 128 - JŽ 129 - JŽ 130 - JŽ 131 - JŽ 132 - JŽ 133 - JŽ 134 - JŽ 135 - JŽ 136 - JŽ 137 - JŽ 138 - JŽ 139 - JŽ 140 - JŽ 141 - JŽ 142 - JŽ 143 - JŽ 144 - JŽ 145 - JŽ 146 - JŽ 147 - JŽ 148 - JŽ 150´ - JŽ 150´´ - JŽ 151 - JŽ 152 - JŽ 153 - JŽ 154 - JŽ 155´ - JŽ 155´´ - JŽ 156 - JŽ 157 - JŽ 158 - JŽ 159 - JŽ 160 - JŽ 161 - JŽ 162 - JŽ 163 | - JŽ 341 - JŽ 342 - JŽ 361 - JŽ 362 - JŽ 363 - JŽ 441 - JŽ 442 - JŽ 444 - JŽ 461 - JŽ 462 | - JŽ 641 - JŽ 642 - JŽ 643 - JŽ 644 - JŽ 645 - JŽ 646 - JŽ 661 - JŽ 662 - JŽ 663 - JŽ 664 - JŽ 665 - JŽ 666 - JŽ 667 - JŽ 720 - JŽ 731 - JŽ 732 - JŽ 733 - JŽ 734 - JŽ 741 - JŽ 742 - JŽ 743 - JŽ 744 - JŽ 761 | - JŽ 310 - JŽ 311 - JŽ 312 - JŽ 314 - JŽ 410 - JŽ 411 - JŽ 412 | - JŽ 610 - JŽ 611 - JŽ 710 - JŽ 711 - JŽ 712 - JŽ 713 - JŽ 801 - JŽ 802 - JŽ 811 - JŽ 812 - JŽ 813 |

## Galeria

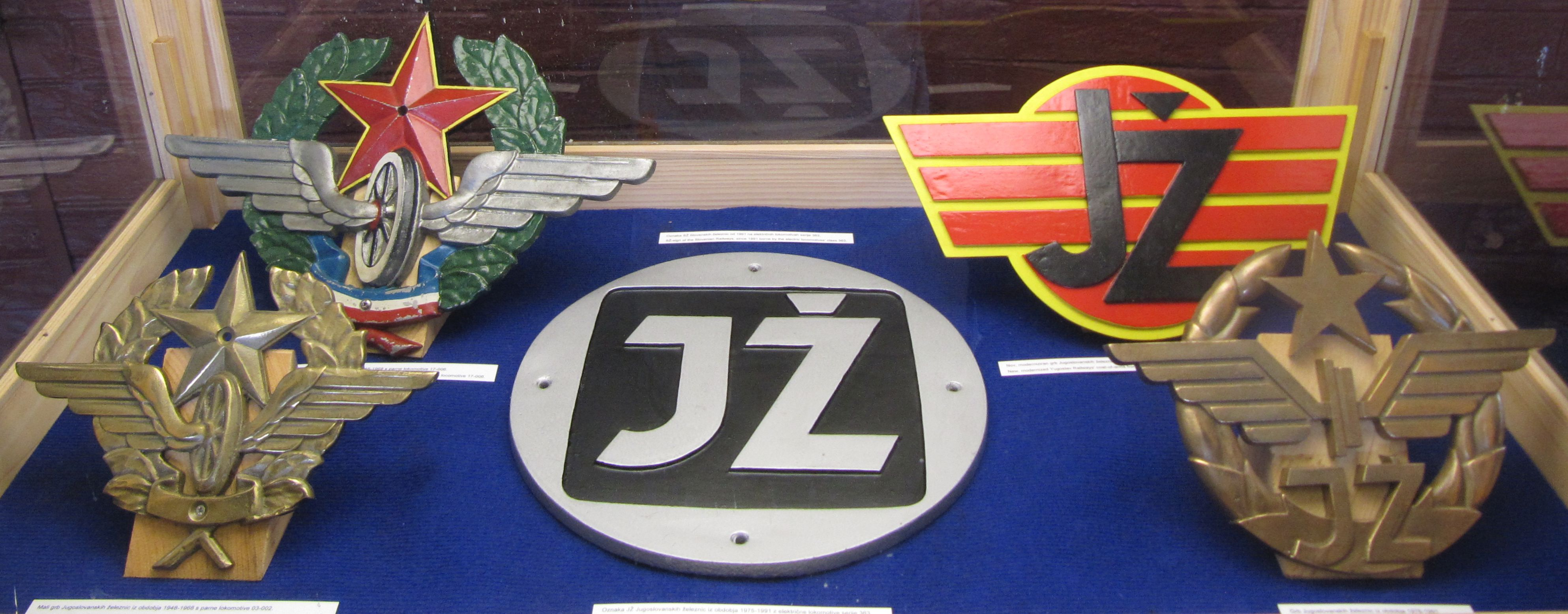
Antigos logotipos das ferrovias iugoslavas
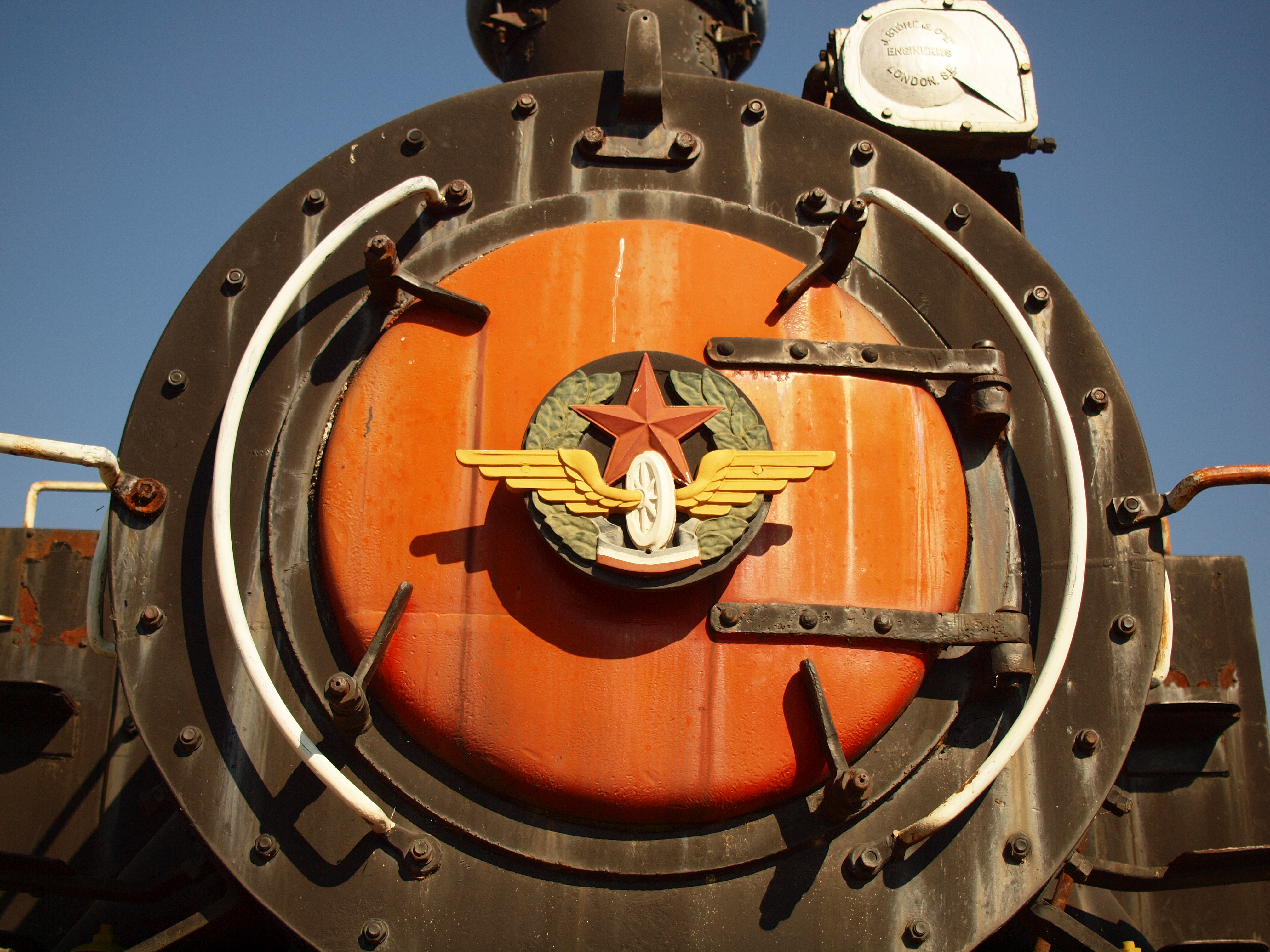
Antigo logotipo das ferrovias iugoslavas
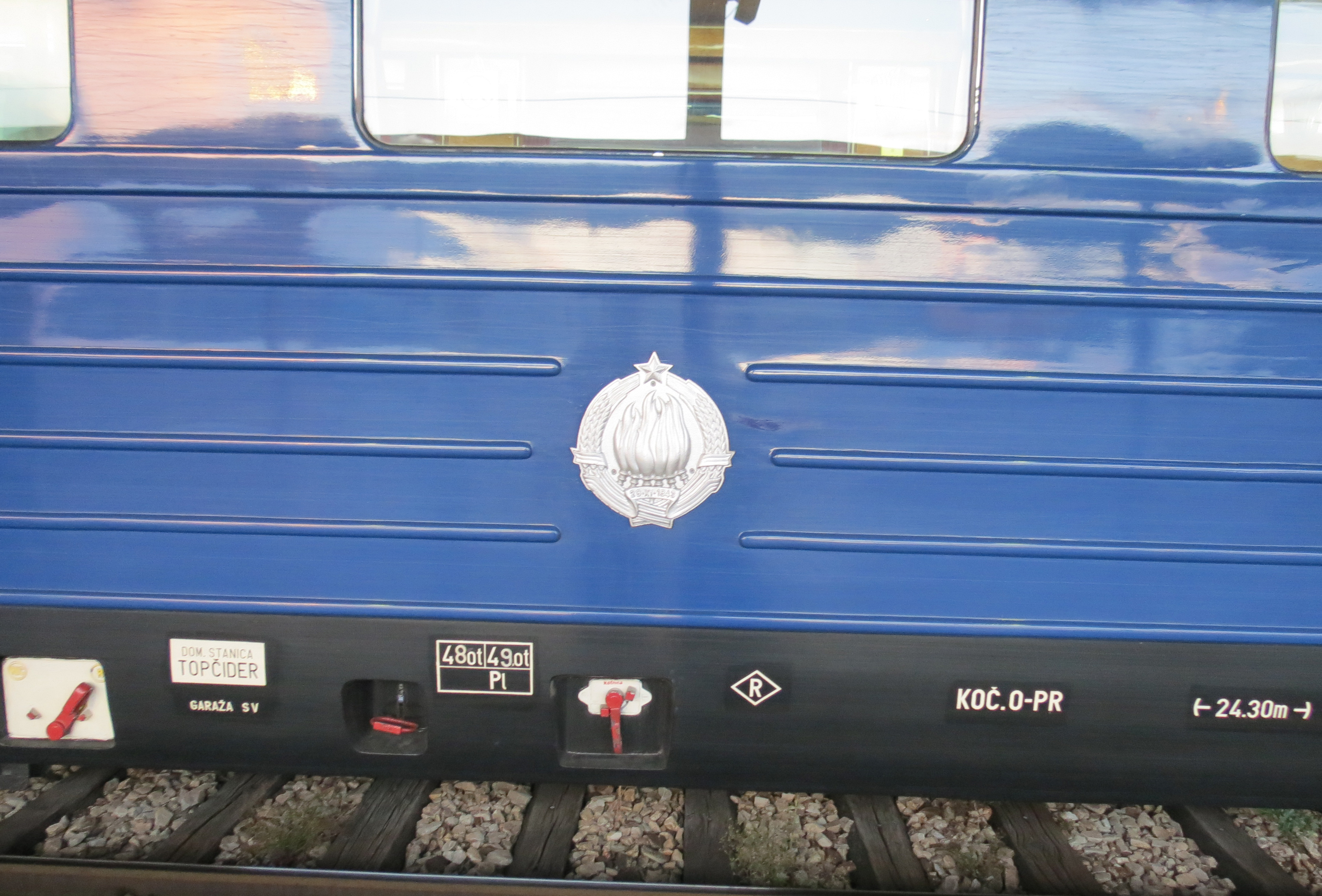
Antigo trem azul de Tito
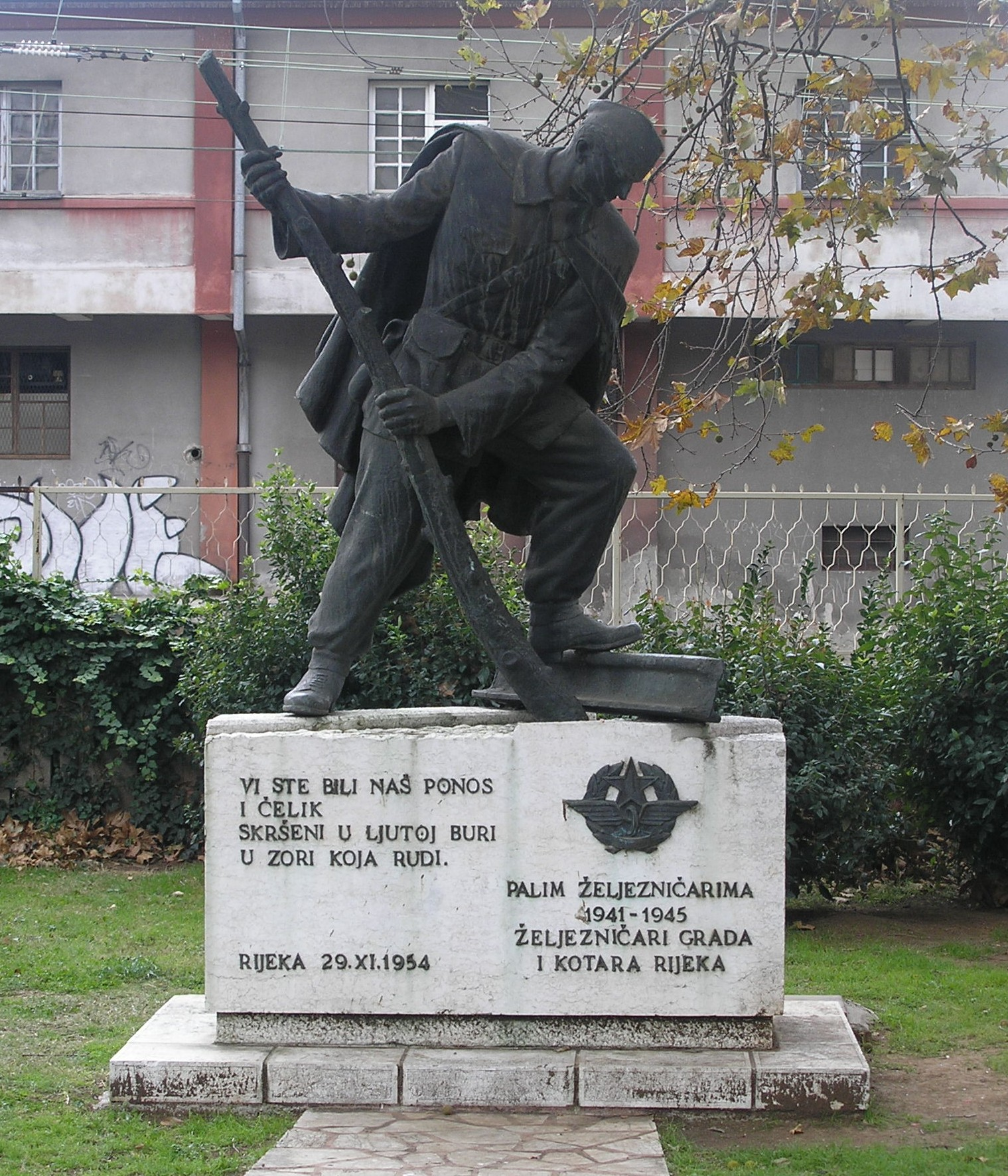
Monumento dedicado aos trabalhadores ferroviários antifascistas de Rijeka, Croácia, durante a Segunda Guerra Mundial